# Марли (Нор)
Марли́ (фр. Marly) — коммуна во Франции, регион О-де-Франс, департамент Нор, округ Валансьен, кантон Марли. Пригород Валансьена, примыкает к нему с юго-востока, в 3 км от центра города.
Население (2017) — 11 855 человек.

## Экономика
Структура занятости населения:
- сельское хозяйство — 0,2 %
- промышленность — 14,5 %
- строительство — 9,9 %
- торговля, транспорт и сфера услуг — 48,5 %
- государственные и муниципальные службы — 26,9 %

Уровень безработицы (2017) — 22,4 % (Франция в целом — 13,4 %, департамент Нор — 17,6 %). 

Среднегодовой доход на 1 человека, евро (2017) — 18 100 (Франция в целом — 21 110, департамент Нор — 19 490).

## Демография
Динамика численности населения, чел.

## Администрация
Пост мэра Марли с 2020 года возглавляет Жан-Ноэль Верфайи (Jean-Noël Verfaillie). На муниципальных выборах 2020 года возглавляемый им правый список победил в 1-м туре, получив 53,55 % голосов.
| Период | Период | Фамилия           | Партия                  | Примечания                                                            |
| ------ | ------ | ----------------- | ----------------------- | --------------------------------------------------------------------- |
| 1971   | 1984   | Ги Виль           | Коммунистическая партия |                                                                       |
| 1984   | 1989   | Жан-Клод Рорив    | Коммунистическая партия |                                                                       |
| 1989   | 2008   | Филипп Дюэ        | Разные правые           |                                                                       |
| 2008   | 2019   | Фабьен Тьеме      | Коммунистическая партия | член Генерального совета департамента, депутат Национального собрания |
| 2020   | 2020   | Жером Леман       | Разные левые            |                                                                       |
| 2020   |        | Жан-Ноэль Верфайи | Разные правые           |                                                                       |

## Галерея

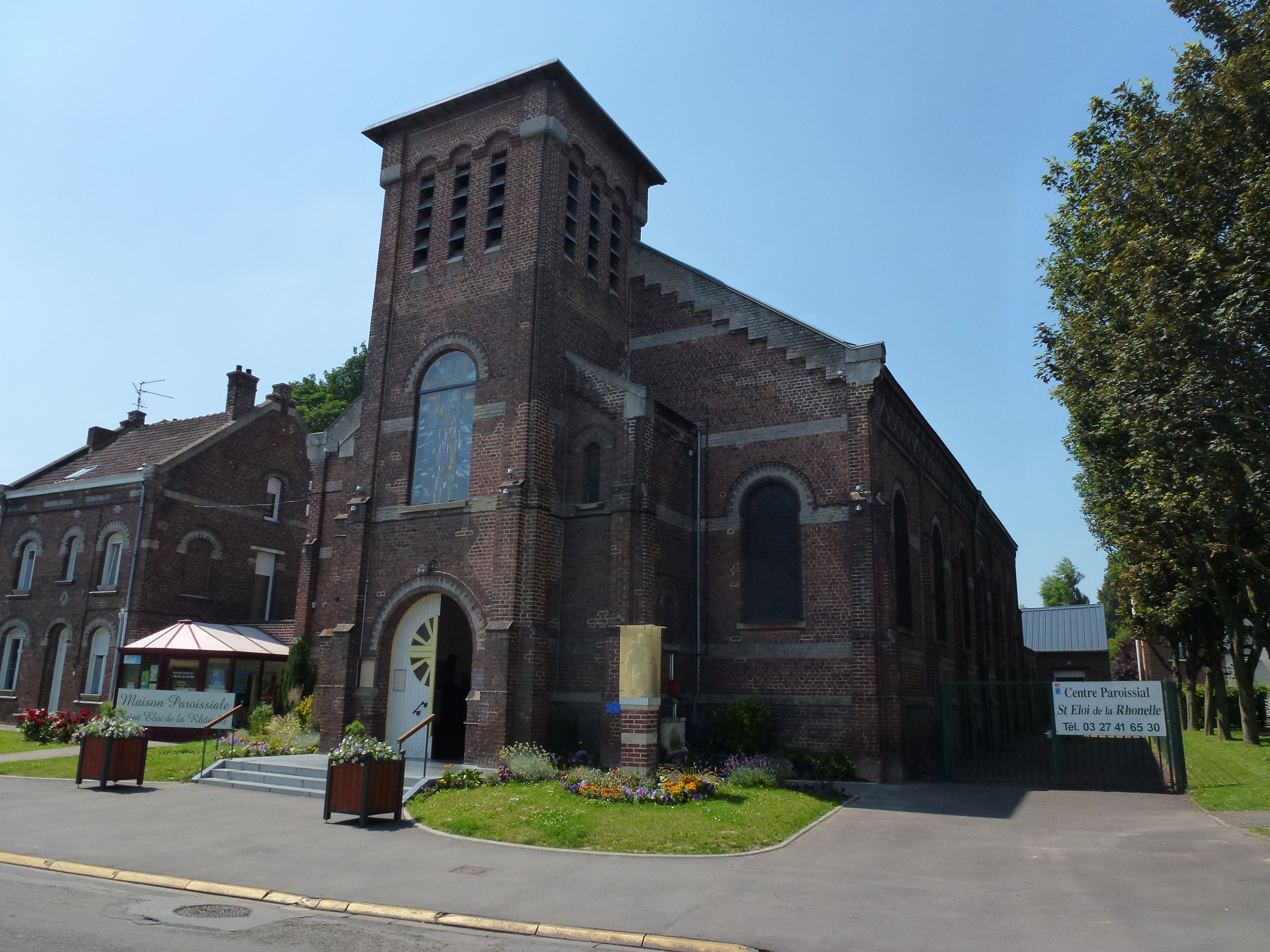
Церковь Святого Петра
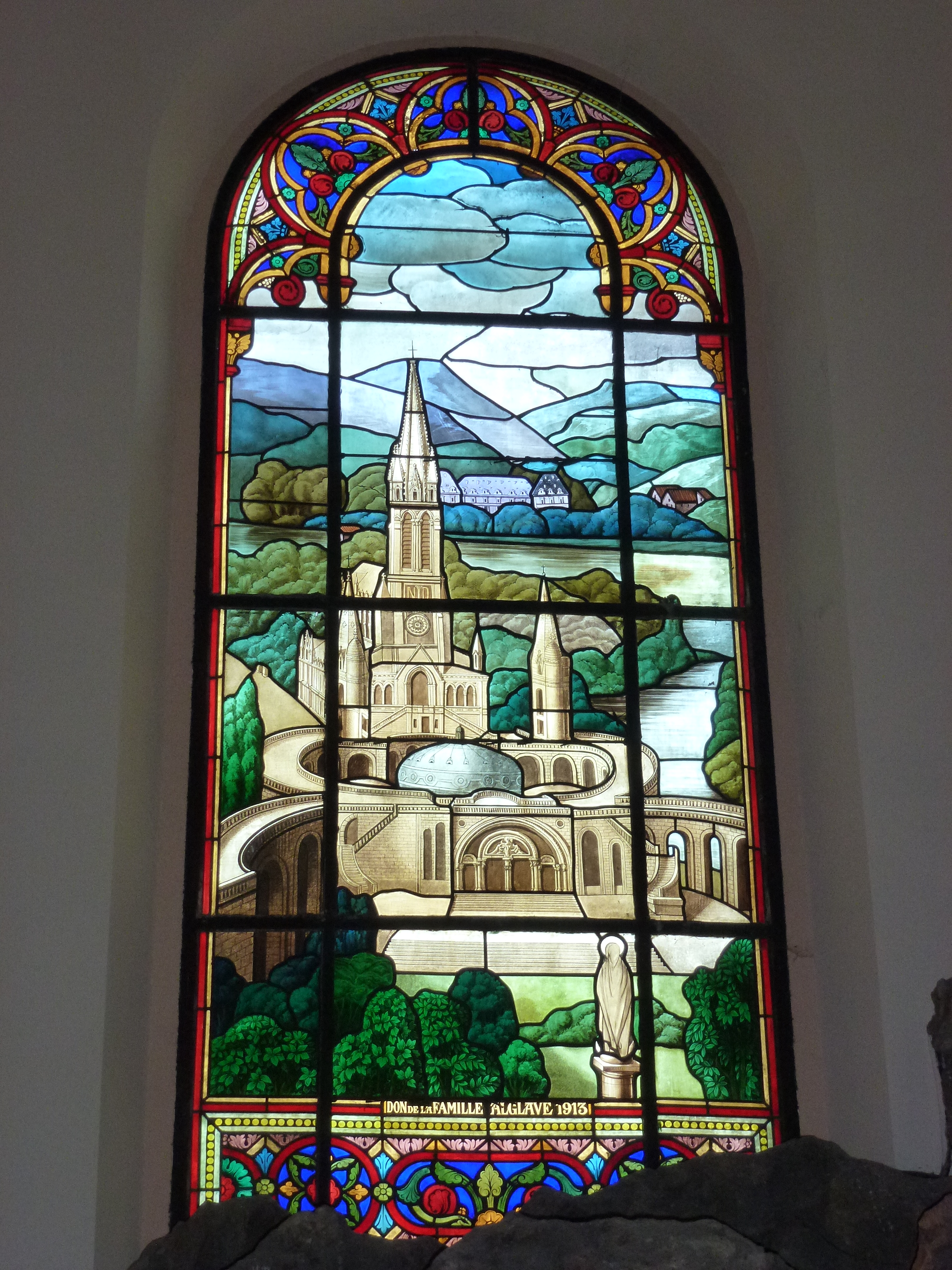
Витраж внутри церкви Святого Петра
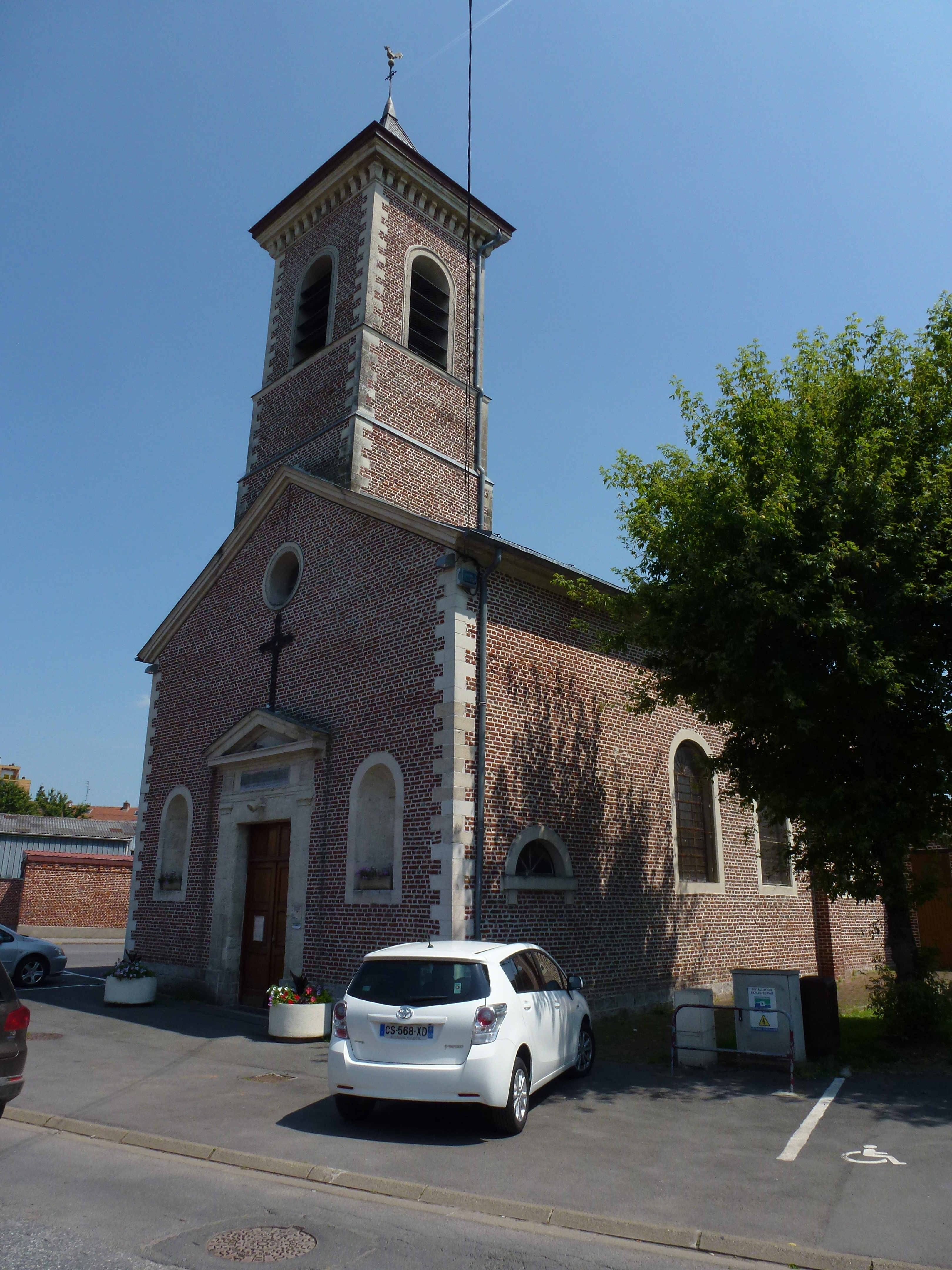
Церковь Святого Якова

1. 1 2  база данных о французских коммунах — Национальный географический институт Франции, 2015.